# Selterskampweg
De Selterskampweg is een straatweg in het Nederlandse dorp Bennekom. De straat ligt aan de oostkant aan de rand van de bebouwde kom van het Gelderse dorp. In het zuiden sluit zij aan op de Heelsumseweg, in het noorden op de Oost-Breukelderweg, waarlangs evenwijdig de A12 loopt.

## Geschiedenis
De Selterskampweg is ontstaan uit paden die langs de wildwal liepen die de Moft begrensde, het latere Natura 2000-gebied. Tot 1934 was de naam Ginkelseweg. Deze liep vanaf de Diedenweg naar de Heelsumseweg. Die stak zij over en liep vervolgens via de Heinrich Witteweg en de Oost-Breukelderweg naar De Ginkel. In 1963 kreeg het deel tussen de Vossenweg en de A12, tot dan toe slechts een zandpad, dezelfde naam.
De naamgeving is afkomstig van de villa en het landgoed Selterskamp. De naam daarvan is waarschijnlijk een verwijzing naar de familie Sels die veel bezit had in Bennekom ("Selts zijn kamp"). Later stond op de plek van de villa een paardenmanege.
Het tenniscomplex Keltenwoud lag aan de Selterskampweg, tussen de Vossenweg en Lijsterbeslaan. In 2007 werd een nieuw complex in gebruik genomen aan de westkant van Bennekom. Op de plek waar eerst tien tennisbanen lagen, kwamen woningen en een nieuwe zijstraat onder de naam Seltershof. Op de hoek van de Heelsumseweg en de Selterkampweg stond Hotel Groenewoud. In 1944/45 werd dat vernietigd door granaatvuur vanuit de Betuwe. Na de Tweede Wereldoorlog keerde het hotel in kleinere vorm terug, maar in 2003 werd het gesloopt. Tijdens de Tweede Wereldoorlog zaten er op verschillende plaatsen aan de Selterskampweg, onder andere in Hotel Keltenwoud, Joden ondergedoken.
Heden ten dage liggen er vooral grote villa's langs de weg. Ook Scouting Bennekom heeft er een onderkomen. Aan een zijstraat ligt De Born, in 1933 opgezet als conferentieoord voor vrouwen. Anno 2019 wordt vooral het vele sluipverkeer dat gebruik maakt van de Selterskampweg gezien als probleem.